# Giovanna di Tolosa
Giovanna di Tolosa (1220 – Corneto, 25 agosto 1271) fu contessa consorte di Poitiers, dal 1241, contessa di Tolosa e marchesa di Provenza, dal 1249 alla sua morte, avvenuta nel 1271.

## Origine
Unica figlia del conte di Tolosa, marchese di Provenza e duca di Narbona, Raimondo VII il Giovane e di Sancha d'Aragona (come risulta dalla nota CXX della  Histoire Générale de Languedoc avec des Notes, Tome II, in cui viene ricordata la nascita di Giovanna, nel 1220) (1186-ca.1241), che, secondo la Ex Gestis Comitum Barcinonensium, era la figlia terzogenita del re d'Aragona Alfonso il Casto (1157-1196) e di Sancha di Castiglia, figlia del re di Castiglia, Alfonso VII).
Raimondo VII di Tolosa era il figlio maschio primogenito del conte di Tolosa, marchese di Provenza e duca di Narbona, Raimondo VI e di Giovanna d'Inghilterra (come risulta dagli Annales de Burton), che secondo la Chronique de Robert de Torigny, tome I era la (settima) figlia del re d'Inghilterra Enrico II Plantageneto (1133-1189) e di Eleonora, duchessa d'Aquitania (1122-1204). Sua madre, come moglie di Guglielmo II il Buono (come ci conferma il Continuatore di Guglielmo di Tiro), era stata regina consorte di Sicilia.

## Biografia
Dopo la sua nascita, il padre, Raimondo VII, completò la riconquista della contea di Tolosa e degli altri suoi domini.
Nel 1225, secondo la Ex Chronicon Turonensi, Giovanna, ancora bambina fu promessa in sposa a Ugo de la Marche (di quattro anni), il figlio del Conte de La Marche (filiam Comitis Sanctis Ægidii et filium Comitis Marchiæ sponsalia celebrantur)Ugo X detto il Bruno, signore di Lusignano e della moglie, Isabella contessa di Angoulême. Nell'apprendere questa notizia, il re di Francia, Luigi VIII, reagì rinforzando le difese nella contea di Poitiers.
Continuando nella Crociata contro gli albigesi, Luigi VIII, ottenuta la scomunica di suo padre, Raimondo VII, nel 1126, radunò un esercito a Lione e attaccò la contea di Tolosa; in quello stesso anno Luigi VIII morì e la crociata fu proseguita dal figlio, il nuovo re di Francia, Luigi IX, che, nei tre anni successivi portò a termine la conquista e dopo la caduta di Tolosa, nel 1228, fu raggiunto un compromesso con il trattato di Parigi, dell'11 giugno 1229 in cui fu sottoscritto che la contea di Tolosa ed il marchesato di Provenza, privata dei territori del ducato di Narbona e della viscontea di Nîmes e dei territori che erano entro i confini dell'impero perduti da Raimondo VI, nel 1215 (questi ultimi, Avignone ed il Contado Venassino, Raimondo VII li dovette cedere definitivamente alla chiesa), rimasero al conte Raimondo VII, però vassallo della Francia, con l'impegno di maritare la sua unica erede, Giovanna, al fratello del re Luigi IX, Alfonso come conferma il Chronique de Guillaume de Puylaurens che specifica che Giovanna aveva nove anni e che fu consegnata ai commissari regi di Carcassonne: a seguito di questo accordo, secondo il documento n° CLII della  Histoire Générale de Languedoc avec des Notes, Tome V, fu pubblicato il 26 giugno 1229 una dispensa papale, per poter permettere il matrimonio, pur essendo i due promessi consanguinei di quarto grado. Alfonso, come risulta dal Chronicon Turonense in cui vengono elencati i sette figli ancora in vita al momento della morte di Luigi VIII, era l'ottavo figlio (ma maschio quartogenito ancora in vita, nel 1225, quando Luigi VIII fece testamento) del re di Francia, Luigi VIII il Leone e di Bianca di Castiglia (1188-1252).
Il matrimonio, secondo la Chronique de Guillaume de Nangis, fu celebrato nel 1241, mentre la Chronica Albrici Monachi Trium Fontium, lo riporta nel 1237. 

Sempre la Chronique de Guillaume de Nangis ci riferisce che, poche giorni dopo le nozze di Giovanna con Alfonso, il re di Francia Luigi IX, nominò cavaliere Alfonso, donandogli, in perpetuo, il Poitou, l'Alvernia e i domini che la moglie avrebbe ereditato, nella terra degli Albigesi e nello stesso tempo chiese a Ugo X di Lusignano, Conte de La Marche di rendere omaggio a suo fratello Alfonso, conte di Poitiers; Ugo X si ribello.
Quando, il 12 maggio 1242, Il re d'Inghilterra Enrico III sbarcò a Royan, il padre di Giovanna, Raimondo VII, appoggiando la ribellione contro suo genero, Alfonso di Poitiers, di Ugo X di Lusignano, si affrettò ad occupare Narbona e Béziers, ma dopo che i rivoltosi erano stati sconfitti da Luigi IX e la ritirata di Enrico III da Saintes, i rivoltosi si demoralizzarono, Ugo X si arrese, il conte di Foix abbandonò la coalizione antifrancese e Raimondo, minacciato di scomunica, supplicò il re Luigi IX, che gli concesse il perdono in cambio della promessa di combattere l'eresia e attenersi al trattato di Parigi del 1229.
Nel 1249, alla morte del padre, gli subentrò, assieme al marito Alfonso, nei titoli di contessa di Tolosa e marchesa di Provenza. In effetti governò da sola per circa un anno, in quanto il marito aveva seguito il fratello, re Luigi IX, alla settima crociata. Poi, dopo il ritorno di Alfonso, nel 1250, il governo dei suoi stati era nelle mani del marito, che essendo molto avido appoggiò procedimenti, che con l'appoggio reale gli permisero di trarne benefici.
Giovanna ed il marito non risiedettero a Tolosa ma preferirono rimanere a Parigi, accanto al re Luigi IX. E assieme al fratello Alfonso cercò di riportare alla normalità le terre dei Catari, dove i giudizi dovevano essere retti, le estorsioni e le espropriazioni dovevano cessare ed infine le tasse dovevano essere ridotte.
Nel 1259, a Parigi, fu stipulata la pace tra Luigi IX ed Enrico III, dove tra le altre clausole fu riconosciuto ad Enrico il diritto di successione in tutti i territori dell'Agenais e Saintonge a sud della Charente nel caso che Giovanna ed Alfonso fossero morti senza eredi.
Nel 1270 Giovanna partecipò all'ottava crociata, assieme al marito Alfonso, ma, a Tunisi, furono entrambi colpiti dalla dissenteria che aveva portato alla morte il re di Francia. Dopo la morte di Luigi IX, malati, intrapresero il viaggio di ritorno, durante il quale, Giovanna redasse un testamento ne mese di giugno 1271, in cui oltre a disporre di lasciti si premurò di richiedere di essere sepolta a Parigi, nella chiesa di Notre-Dame de Gercy, che assieme al marito avevano contribuito a costruire, come ci conferma il documento nº 535 della Histoire Générale de Languedoc avec des Notes, Tome VIII. La morte li colse durante il viaggio di ritorno, a Corneto, l'odierna Tarquinia, sul litorale laziale, il 25 agosto 1271. Secondo la nota CXX della  Histoire Générale de Languedoc avec des Notes, Tome II, la morte di Giovanna viene riportata, nel 1271, di lunedì, nello stesso luogo dove era già morto il marito, che era morto di venerdì, nei pressi di Savona.
Essendo deceduti senza figli, per il trattato di Parigi del 1259 tutti i territori dell'Agenais e Saintonge a sud della Charente avrebbero dovuto essere consegnati al re d'Inghilterra e duca d'Aquitania, Enrico III. Ma ciò non avvenne e tutte le proprietà della coppia vennero annesse alla corona di Francia. Anche questa fu materia del contenzioso che portò alla guerra dei cent'anni, del secolo successivo.

## Figli
Giovanna non diede figli ad Alfonso..

## Ascendenza
|                               |                                             |                                              | Genitori                           |  |  | Nonni |  |  | Bisnonni                    |  |  | Trisnonni                         |  |
|                               |                                             |                                              |                                    |  |  |       |  |  | Raimondo V, conte di Tolosa |  |  | Alfonso Giordano, conte di Tolosa |  |
|                               |                                             |                                              |                                    |  |  |       |  |  | Raimondo V, conte di Tolosa |  |  | Alfonso Giordano, conte di Tolosa |  |
|                               |                                             | Faydiva d'Uzès                               |                                    |  |  |       |  |  | Raimondo V, conte di Tolosa |  |  |                                   |  |
| Raimondo VI, conte di Tolosa  |                                             |                                              |                                    |  |  |       |  |  | Raimondo V, conte di Tolosa |  |  |                                   |  |
|                               |                                             | Costanza di Francia                          | Luigi VI, re di Francia            |  |  |       |  |  |                             |  |  |                                   |  |
|                               |                                             | Costanza di Francia                          | Luigi VI, re di Francia            |  |  |       |  |  |                             |  |  |                                   |  |
|                               |                                             | Costanza di Francia                          | Adelaide di Savoia                 |  |  |       |  |  |                             |  |  |                                   |  |
| Raimondo VII, conte di Tolosa |                                             | Costanza di Francia                          |                                    |  |  |       |  |  |                             |  |  |                                   |  |
|                               |                                             | Enrico II, re d'Inghilterra                  | Goffredo V, duca di Normandia      |  |  |       |  |  |                             |  |  |                                   |  |
|                               |                                             | Enrico II, re d'Inghilterra                  | Goffredo V, duca di Normandia      |  |  |       |  |  |                             |  |  |                                   |  |
|                               |                                             | Enrico II, re d'Inghilterra                  | Matilde d'Inghilterra              |  |  |       |  |  |                             |  |  |                                   |  |
| Giovanna d'Inghilterra        |                                             | Enrico II, re d'Inghilterra                  |                                    |  |  |       |  |  |                             |  |  |                                   |  |
|                               |                                             | Eleonora, duchessa d'Aquitania               | Guglielmo X, duca d'Aquitania      |  |  |       |  |  |                             |  |  |                                   |  |
|                               |                                             | Eleonora, duchessa d'Aquitania               | Guglielmo X, duca d'Aquitania      |  |  |       |  |  |                             |  |  |                                   |  |
|                               |                                             | Eleonora, duchessa d'Aquitania               | Aénor di Châtellerault             |  |  |       |  |  |                             |  |  |                                   |  |
| Giovanna, contessa di Tolosa  |                                             | Eleonora, duchessa d'Aquitania               |                                    |  |  |       |  |  |                             |  |  |                                   |  |
|                               | Raimondo Berengario IV, conte di Barcellona | Raimondo Berengario III, conte di Barcellona |                                    |  |  |       |  |  |                             |  |  |                                   |  |
|                               | Raimondo Berengario IV, conte di Barcellona | Raimondo Berengario III, conte di Barcellona |                                    |  |  |       |  |  |                             |  |  |                                   |  |
|                               | Raimondo Berengario IV, conte di Barcellona | Dolce I, contessa di Provenza                |                                    |  |  |       |  |  |                             |  |  |                                   |  |
| Alfonso II, re d'Aragona      | Raimondo Berengario IV, conte di Barcellona |                                              |                                    |  |  |       |  |  |                             |  |  |                                   |  |
|                               |                                             | Petronilla, regina d'Aragona                 | Ramiro II, re d'Aragona            |  |  |       |  |  |                             |  |  |                                   |  |
|                               |                                             | Petronilla, regina d'Aragona                 | Ramiro II, re d'Aragona            |  |  |       |  |  |                             |  |  |                                   |  |
|                               |                                             | Petronilla, regina d'Aragona                 | Agnese d'Aquitania                 |  |  |       |  |  |                             |  |  |                                   |  |
| Sancha d'Aragona              |                                             | Petronilla, regina d'Aragona                 |                                    |  |  |       |  |  |                             |  |  |                                   |  |
|                               |                                             | Alfonso VII, re di Castiglia e León          | Raimondo, governatore di Galizia   |  |  |       |  |  |                             |  |  |                                   |  |
|                               |                                             | Alfonso VII, re di Castiglia e León          | Raimondo, governatore di Galizia   |  |  |       |  |  |                             |  |  |                                   |  |
|                               |                                             | Alfonso VII, re di Castiglia e León          | Urraca, regina di Castiglia e León |  |  |       |  |  |                             |  |  |                                   |  |
| Sancha di Castiglia           |                                             | Alfonso VII, re di Castiglia e León          |                                    |  |  |       |  |  |                             |  |  |                                   |  |
|                               |                                             | Richenza di Polonia                          | Ladislao II, granduca di Polonia   |  |  |       |  |  |                             |  |  |                                   |  |
|                               |                                             | Richenza di Polonia                          | Ladislao II, granduca di Polonia   |  |  |       |  |  |                             |  |  |                                   |  |
|                               |                                             | Richenza di Polonia                          | Agnese di Babenberg                |  |  |       |  |  |                             |  |  |                                   |  |
|                               |                                             | Richenza di Polonia                          |                                    |  |  |       |  |  |                             |  |  |                                   |  |

### Fonti primarie
- (LA)  Monumenta Germaniae Historica, Scriptores, tomus XXIII.
- (LA)  Histoire Générale de Languedoc avec des Notes, tome V.
- (LA)  Annales Monastici Vol. I.
- (LA)  Rerum Gallicarum et Francicarum Scriptores, tomus XII.
- (LA)  Chronique de Robert de Torigny, Tome I.
- (LA)  Histoire Générale de Languedoc avec des Notes, Tome II.
- (LA)  Rerum Gallicarum et Francicarum Scriptores, tomus XVIII.
- (LA)  Histoire Générale de Languedoc avec des Notes, Tome VIII.

### Letteratura storiografica
- Austin Lane Poole, L'interregno in Germania, in Storia del mondo medievale, vol. V, 1980, pp. 128–152
- Charles Petit-Dutaillis, Luigi IX il Santo, in «Storia del mondo medievale», vol. V, 1980, pp. 829–864
- Hilda Johnstone, Inghilterra: Edoardo I e Edoardo II, in «Storia del mondo medievale», vol. VI, 1980, pp. 673–717
- (FR)  Recueil des historiens des croisades. Historiens occidentaux.
- (FR)  Chronique de Guillaume de Puylaurens.
- (FR)  Chronique de Guillaume de Nangis.